# Pandemia de COVID-19 în Turcia
Pandemia de coronavirus din Turcia este o pandemie în curs de desfășurare pe teritoriul Turciei cauzată de noul coronavirus 2019-nCoV (SARS-CoV-2), virus care provoacă o infecție numită COVID-19, care poate fi asimptomatică, ușoară, moderată sau severă. Infecția severă include o pneumonie atipică severă manifestată clinic prin sindromul de detresă respiratorie acută.
Primul caz de infecție în Turcia cu noul coronavirus COVID-19 a fost confirmat la 11 martie 2020 (la ora UTC+03:00).
Au fost închise școlile și universitățile din Turcia, iar evenimentele sportive se desfășoară fără spectatori. La 16 martie 2020, au fost suspendate în Turcia rugăciunile colective în moschei, inclusiv marea rugăciune de vineri din religia islamică.
La 17 martie 2020, a fost anunțat primul deces legat de epidemia de coronavirus din țară. Acesta era un bărbat în vârstă de 89 de ani, care ar fi luat virusul prin contact cu un angajat chinez.
La 21 martie 2020, erau 670 de cazuri confirmate, din care 9 au decedat.

## Cronologie

### Ianuarie 2020
La 24 ianuarie 2020, Ministerul Sănătății din Turcia a instalat camere termografice în aeroporturi. Ministerul a decis, de asemenea, să supună pasagerii care sosesc din China unor analize suplimentare și oricine care prezintă simptomele infecției cu coronavirus să fie pus în carantină. Alte măsuri pe aeroporturi au inclus scanări în infraroșu, dezinfectarea tuturor porților vamale, distribuirea gratuită a măștilor și pliante cu instrucțiuni.
La 31 ianuarie, guvernul turc a trimis un avion pentru a lua 34 de cetățeni turci și alți câțiva cetățeni străini din Wuhan. Cetățenii străini erau șapte azeri, șapte georgieni și un albanez. China a comandat 200 de milioane de măști din Turcia, pe lângă producția anuală a Turciei de 150 de milioane de măști.